# Juan Oseguera Velázquez
Juan Oseguera Velázquez fue un maestro, periodista, escritor y político mexicano. Nació el 16 de mayo de 1919 en Aguililla, Michoacán siendo hijo de Urbano Oseguera Ramos y Fortunata Velázquez. Estudió en el Instituto Federal de Capacitación del Magisterio para ser maestro rural en la zona de Coalcomán, sin embargo, antes trabajó bolero, telegrafista y carpintero. Oseguera Velázquez dedicó gran parte de su vida a promocionar el Colima en otros estados a través de publicaciones, libros y mapas. Fue miembro de diversas sociedades culturales como la Sociedad Colimense de Estudios Históricos y Cronista Oficial de la ciudad de Tecomán. Fue diputado local suplente de Ricardo Guzmán Nava en la XXXVI Legislatura del Congreso del Estado de Colima y propietario en la XXXVIII Legislatura del Congreso del Estado de Colima por el Partido Revolucionario Institucional. El 31 de octubre de 1963 se elaboró el primer mapa del Estado de Colima realizado con bases científicas de fotogrametría por iniciativa de Oseguera Velázquez. Murió el 11 de diciembre de 1993.

## Libros
- Quién es quién en Colima (1993)
- Efemérides de Colima y de México: Calendario cívico, festividades, sucesos y anécdotas: diversas aportaciones sobre los aspectos social, político, económico y cultural de Colima: Selecta Información Nacional y Regional, 1325-1989 (1989)
- La pirámide y la zona arqueológica de El Chanal: conferencia sustentada con motivo de la celebración del 460 aniversario de la fundación de la primitiva villa de Colima (1983)
- Historia gráfica de Colima (1979)
- Tecomán, ejemplo de desarrollo regional (1972)
- Visión de Cuauhtémoc (1969)
- Colima en panorama: monografía histórica, geográfica, política y sociológica (1967)
- Directorio del estado de Colima y zonas limítrofes de Jalisco y Michoacán, incluyendo colimenses radicados en México. D.F., Guadalajara, y Tijuana, B.C. : agrícola, ganadero, comercial, industrial, oficial, social, turístico (1964)